# RKS Litomyšl
RKS Litomyšl je bývalé krátkovlnné a středovlnné vysílací středisko sloužící k rozhlasovému vysílání, sestávající z desítek stožárů v Pohodlí u Litomyšle. Naposledy se ze střediska vysílalo v roce 2011. Od té doby je nevyužívané a chátrá.
Potřeba vystavět vysílací středisko pro zajištění zahraničního vysílání Československého rozhlasu se začala objevovat již na počátku 50. let. Jako nejvhodnější se ukázalo území jižně od Litomyšle v blízkosti obcí Dolní Újezd, Pohodlí a Nová Ves u Litomyšle. Pozemky zdejších zemědělců byly proto vykoupeny a v roce 1951 se tak mohla výstavba zahájit.
Brzy vznikla dvě střediska – krátkovlnné se dvěma vysílači o výkonu 100 kW a středovlnné, taktéž se dvěma vysílači, každý o výkonu 150 kW. Středovlnné vysílání bylo provozováno ze dvou, 115 metrů vysokých stožárů a pokračovalo až do roku 2004.
Krátkovlnné vysílání pokrývalo nejprve celou Evropu, Severní i Jižní Ameriku a Blízký východ, díky pozdějším úpravám mohl signál pokrýt prakticky celý zemský povrch. Mezi roky 1967 a 1970 byly stávající 100 kW vysílače nahrazeny pěti vysílači, každý o výkonu 100 kW. S tím souvisela také výstavba nových anténních systémů. V roce 1968 sehrálo toto zařízení významnou roli při vpádu okupačních vojsk. Podařilo se je totiž oklamat a vysílalo se od 21. srpna až do 5. září. V následujících letech došlo především k modernizaci krátkovlnných antén, a proto odtud mohlo být vysíláno třeba německé Radio Ropa. Roku 1989 zde přibyl středovlnný vysílač o výkonu 2x 1 kW, který zajišťoval šíření regionálního programu studia Hradec Králové v Broumovském výběžku.
Od 50. let tu fungovalo také středisko s rušičkami. V provozu bylo deset vysílačů, každý o výkonu 30 kW, které měly za úkol rušit příjem Rádia Svobodná Evropa a Rádia Svoboda. Rušení probíhalo až do roku 1988, poté došlo ke kompletní demontáži vysílací techniky.
Do roku 2011 zde z 24 krátkovlnných antén vysílal program ČRo 7 Praha pro zahraničí. Jeho šíření zajišťovaly 2 vysílače, které byly v provozu 22,5 hodiny denně. Nacházely se zde též 2 záložní vysílače pro případ poruchy a také jeden dlouhodobě odstavený vysílač stejného typu.

## Dříve vysílané rozhlasové stanice
|         | Stanice              | Kmitočet                                                                 | Výkon (ERP) | Roky vysílání |
| ------- | -------------------- | ------------------------------------------------------------------------ | ----------- | ------------- |
| AM (KV) | ČRo 7 Praha          | 5930, 7345, 9435, 15710, 6055, 9400, 11600, 21745, 6200, 9430, 11640 kHz | 100 kW      | 195?–2011     |
| AM (KV) | Rušení signálu       | ?                                                                        | 10x 30 kW   | 195?–1988     |
| AM (SV) | ČRo 6                | 1287 kHz                                                                 | 150 kW      | 195?–2004     |
| AM (SV) | ČRo 5 Hradec Králové | ?                                                                        | 2x 1 kW     | 1989–19??     |

## Galerie

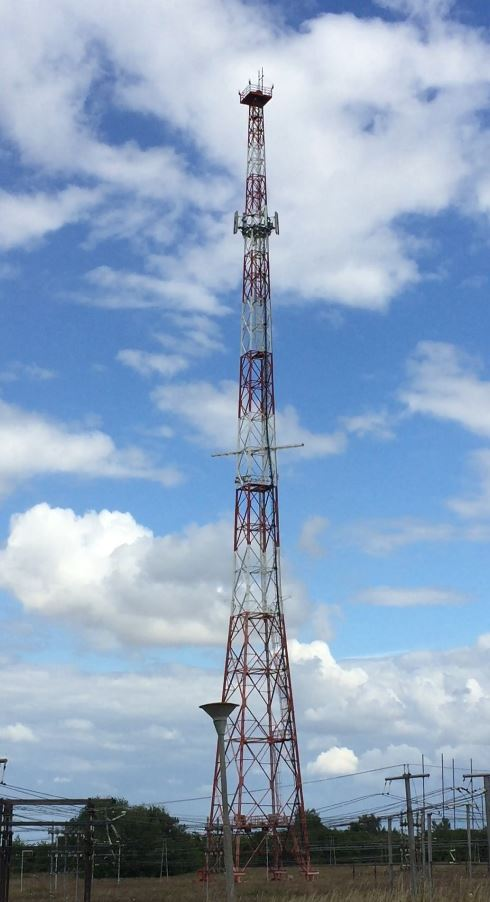
Jeden ze stožárů
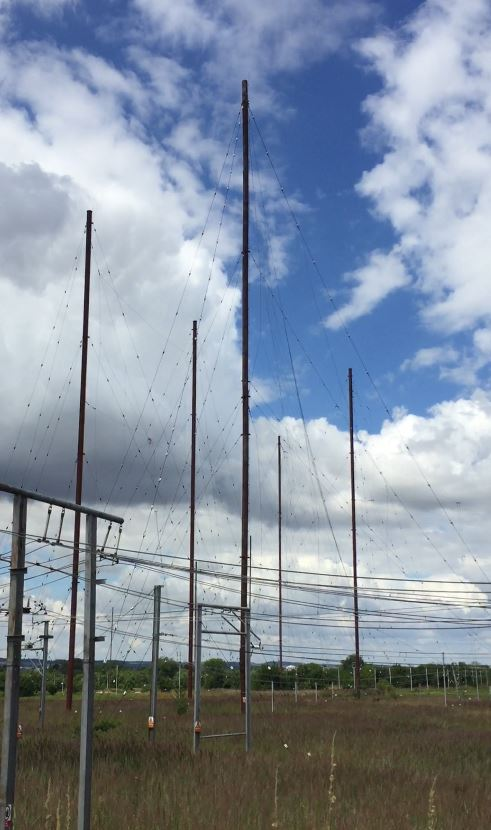
Antény
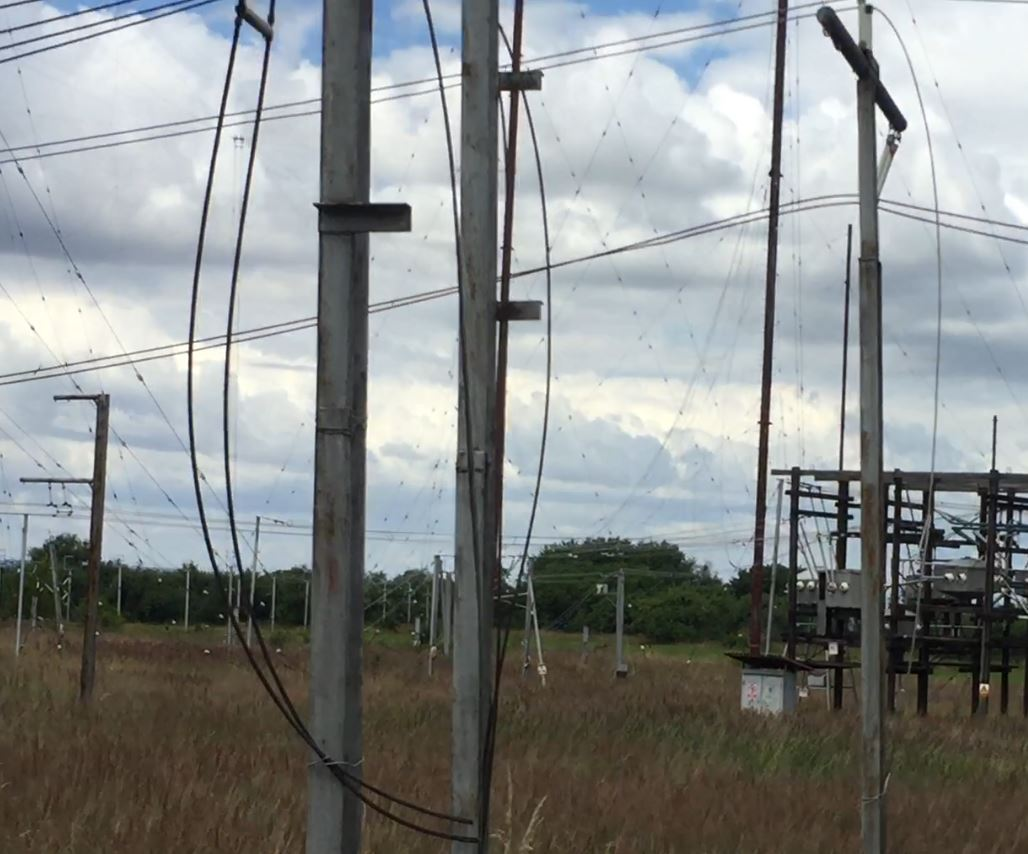
Přestříhané kabely, aby mohla projet vysoká auta
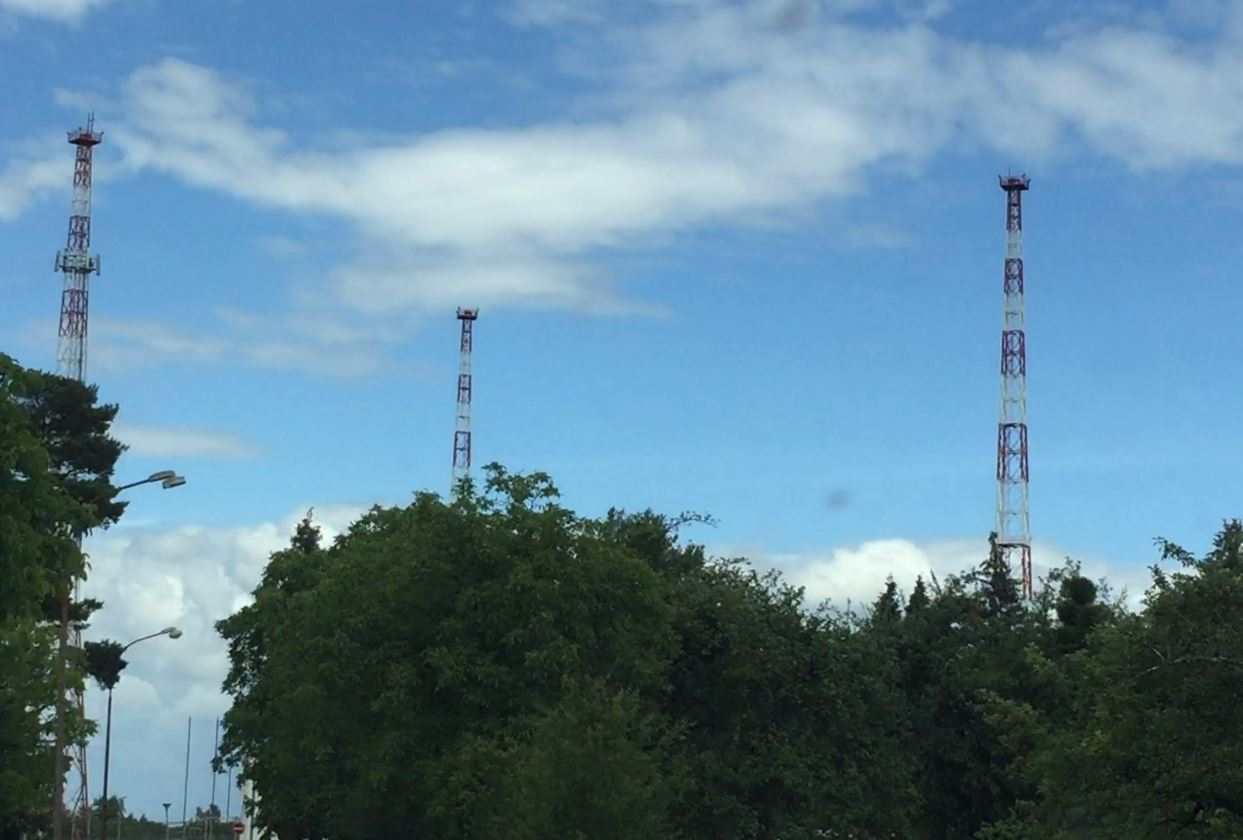
Stožáry zblízka

### Externí Odkazy
https://web.archive.org/web/20221116224435/http://stredni.vlny.sweb.cz/Cra/Litomysl_cz.html